# Calycophyllum
Genre
Calycophyllum est un genre de plantes de la famille des Rubiacées.

## Liste des espèces
Selon Catalogue of Life (19 juillet 2017) :
- Calycophyllum candidissimum (Vahl) DC.
- Calycophyllum intonsum Steyerm.
- Calycophyllum megistocaulum (K.Krause) C.M.Taylor
- Calycophyllum merumense Steyerm.
- Calycophyllum multiflorum Griseb.
- Calycophyllum obovatum (Ducke) Ducke
- Calycophyllum papillosum J.H.Kirkbr.
- Calycophyllum spectabile Steyerm.
- Calycophyllum spruceanum (Benth.) Hook.f. ex K.Schum.
- Calycophyllum tefense J.H.Kirkbr.
- Calycophyllum venezuelense Steyerm.